# Bohus station
Bohus station är en pendeltågsstation i Bohus, Ale kommun som ligger vid E45 och Norge/Vänerbanan. 
Stationen öppnade första gången 1879 i och med att Bergslagsbanan togs i bruk. Persontrafiken på den ursprungliga stationen lades ner den 31 maj 1970.
Som pendeltågsstation öppnade Bohus station åter den 9 december 2012 när Norge/Vänerbanan moderniserades och byggdes ut till dubbelspår. Stationen trafikeras av Alependeln vilken går mellan Göteborg C och Älvängen station samt Västtåg på sträckan Göteborg - Vänersborg. 

## Bilder

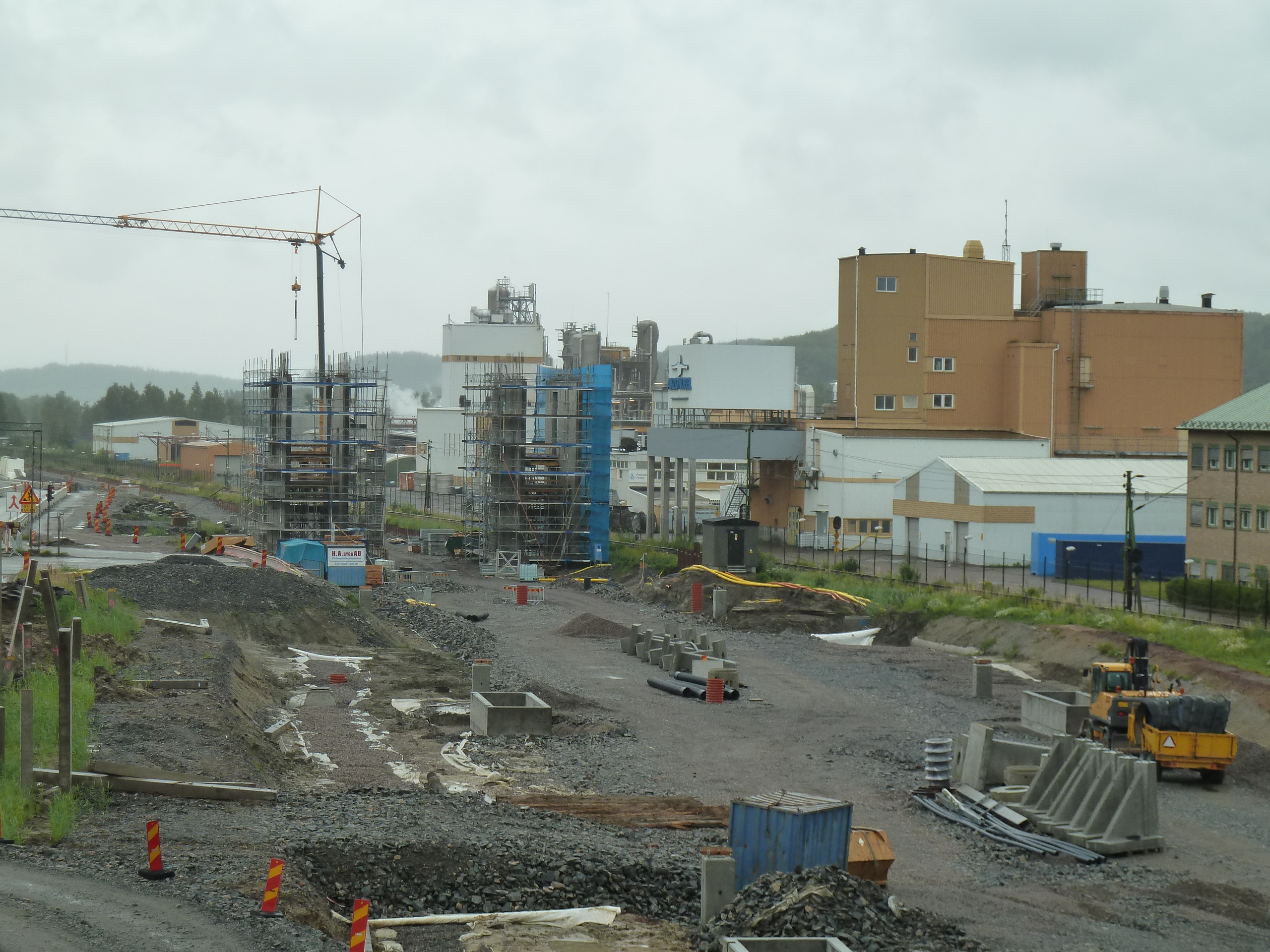
Stationen under uppbyggnad.